# Dekletov dnevnik
Ivan Bratko je leta 1969 izdal dnevniški roman Dekletov dnevnik, ki je preveden v tri jezike.

## Zgodba
Preprosto dekle Draga v dnevniku opisuje doživljanje ljubezni in prijateljstva. 
S prijateljico Majdo se odpravita v hotel v stari graščini, kjer opravljata šolsko prakso gospodinjske pomočnice in natakarice. Stroga in nesramna nadzornica je dekletom nalagala težka dela, zato je Draga zaprosila za premestitev v Ljubljano. Tam se je navezala na dekleti Mimi in Mili. V študentskem naselju pogosto zahaja na zmenke. Fantov se hitro naveliča, po desetih neuspešnih ljubezenskih zvezah pa je spoznala izobraženega, uglajenega in resnega Roka Brumata, ki je študiral zemljepis in zgodovino. Njuna zveza je trajala dalj časa, Draga se mu je predala z dušo in telesom. Rok mora na služenje vojske in Draga je zaradi tega ogorčena. Zveza se je pričela krhati, nekaj mesecev pred odhodom v vojsko pa sta se pobotala. Odšla sta na morje, kjer se je Draga naučila plavati. Obiskovala sta restavracije, hodila na izlete in plesišča. Draga je bila ambiciozna, želela si je oditi v Nemčijo ali Švico, da bi videla, kako delajo drugod. Šolanje je končala z dobrim uspehom, kar je Roka presenetilo. Spodbujal jo je pri vseh njenih odločitvah. Njuna zveza je ponovno v krizi. Draga je postala groba, pri strežbi jo je motila neotesanost gostov, doživljala podcenjevanje, izogibala se je razgovorom o poroki z Rokom. Plamen ljubezni je ugašal, vedno manj sta se pogovarjala. Rokovo upanje, da bo spet vse po starem, se je izjalovilo. Po odhodu v vojsko sta si sprva redno dopisovala, nato so pisma postajala redkejša. Draga je Roku izročila svoj dnevnik, ki je bil delno zapisan v skrivni pisavi.
Nekega dne mu Draga sporoči, da se je poročila. Z možem Bojanom živita v Nemčiji in imata sina. Dogovorijo se za srečanje. Rok vidi, da se je Draga spremenila, Bojan se mu ni zdel primeren zanjo, vendar ji je kljub temu privoščil srečo. Čez nekaj let Draga razmišlja o vrnitvi v domovino in o ločitvi. Napiše pismo Roku, da naj jo čaka doma, saj se s sinom odpravljata nazaj v Slovenijo. Rok ji odgovori, da jo bo čakal.

## Prevodi
- Dnevnik djevojke, 1972. Prevod v hrvaščino. Milivoj Slaviček (COBISS)
- Egy lány naplója, 1976. Prevod v madžarščino. Orsolya Gállos(COBISS)
- Dnevnikot na devojkata, 1979. Prevod v makedonščino. Rade Siljan(COBISS)

## Kritika in literarna zgodovina
"Bratkov "pisemski" roman o dekletu, ki doživlja prvo ljubezensko srečo, nato pa v zakonu tudi polom, je pomemben predvsem zato, ker v njem ni nobenega junaštva, nobene obljube in nobenega vesoljnega načrta za seksualno osvoboditev. To je preprosta vsakdanja zgodba o večno enakem svetu upanj in razočaranj, o trpljenju in veselju mladega dekleta, ki iz množice flirtov izbere "pravo ljubezen", pa ta zaradi okoliščin ni mogoča. Ko na koncu žalostno priznava, da je zakon resna stvar, da pa ji kljub vsemu ni mogoče vztrajati v njem, še ne vemo, ali bo res tvegala in se vrnila v objem nekdanjega in prvega ljubimca Roka. Lahko slutimo, da se bo to zgodilo, vendar nam ni prizaneseno z deziluzijo — da utegne takšna zveza tudi obledeti, da je skratka druženje ljudi hipna veriga ter valovanje padcev in vzponov ... Knjiga je lahkotno, bralno napisana etuda in je eno od del, ki morajo nastajati znotraj slehernega literarnega opusa in v vsaki literaturi. Nekoliko moti le nedosledna gradnja — ponekod imamo opravka s pismi in zapiski, ki dajejo vtis dokumentiranosti, ponekod pa se vmeša avtor s svojimi sodbami, ki sicer niso usodne za dokončni izven dela, vendar prekinjajo sicer čisto in skladno "dnevniško-pisemsko" strukturo." (Dimitrij Rupel)